# 中国驻佛得角大使馆
中华人民共和国驻佛得角共和国大使馆（葡萄牙語：Embaixada da República Popular da China na República de Cabo Verde），简称中国驻佛得角大使馆，是中华人民共和国驻佛得角的外交代表机构。

## 机构设置
中国驻佛得角大使馆设置下列机构：
- 政治处
- 经济商务处
- 办公室